# Villesèquelande
Villesèquelande är en kommun i departementet Aude i regionen Occitanien  i södra Frankrike. Kommunen ligger  i kantonen Alzonne som ligger i arrondissementet Carcassonne. År 2022 hade Villesèquelande 875 invånare.

## Befolkningsutveckling
Antalet invånare i kommunen Villesèquelande
Referens: INSEE